# Tierra de Altemburgo
Tierra de Altemburgo (en alemán: Altenburger Land), es una agrupación de carácter administrativo  (en alemán: Verwaltungsgemeinschaft ) formada por ocho municipios del distrito de la Comarca de Altemburgo, perteneciente al Estado Libre de Turingia (en alemán: Thüringen), uno de los dieciséis estados federados que conforman la República Federal de Alemania.
La sede de esta agrupación se encuentra en el municipio de Mehna. Los otros siete municipios son los siguientes:
- Altkirchen.
- Dobitschen.
- Drogen.
- Göhren.
- Göllnitz.
- Lumpzig.
- Starkenberg.